# Xã Turkey Creek, Quận Kosciusko, Indiana
Xã Turkey Creek (tiếng Anh: Turkey Creek Township) là một xã thuộc quận Kosciusko, tiểu bang Indiana, Hoa Kỳ. Năm 2010, dân số của xã này là 8.428 người.